# Vicente Piniés Bayona
Pío Vicente de Piniés Bayona (Huesca, 29 de junio de 1875-Madrid, 29 de noviembre de 1943) fue un abogado y político español, ministro de Gracia y Justicia y Gobernación durante el reinado de Alfonso XIII.

## Biografía
Nacido en Huesca el 29 de junio de 1875, fue miembro del Partido Conservador. Obtuvo acta de diputado en las Cortes de la Restauración por los distritos oscenses de Benabarre, Boltaña y Jaca en las elecciones de 1903, 1907, 1914, 1916, 1920 y 1923. Asimismo entre 1918 y 1920 desempeñó el cargo de senador representando a la provincia de Huesca.
Fue ministro de Gracia y Justicia entre el 13 de marzo y el 7 de julio de 1921 en un gabinete Allendesalazar, y ministro de Gobernación entre el 8 de marzo y el 7 de diciembre de 1922 en un gobierno Sánchez Guerra.
Ejerció de presidente de la Academia de Jurisprudencia y Legislación en 1932.
Falleció el 29 de noviembre de 1943 en Madrid.